# Marie Lebec
Marie Lebec (ur. 17 grudnia 1990 r. w Vernon) – francuska polityk reprezentująca partię La République En Marche! W wyborach parlamentarnych w czerwcu 2017 r. została wybrana do francuskiego Zgromadzenia Narodowego, w którym reprezentuje departament Yvelines.